# Радиальная улица (Минск)
Улица Радиальная (бел. Вуліца Радыяльная) — улица в Заводском и Партизанском районах Минска.

## История

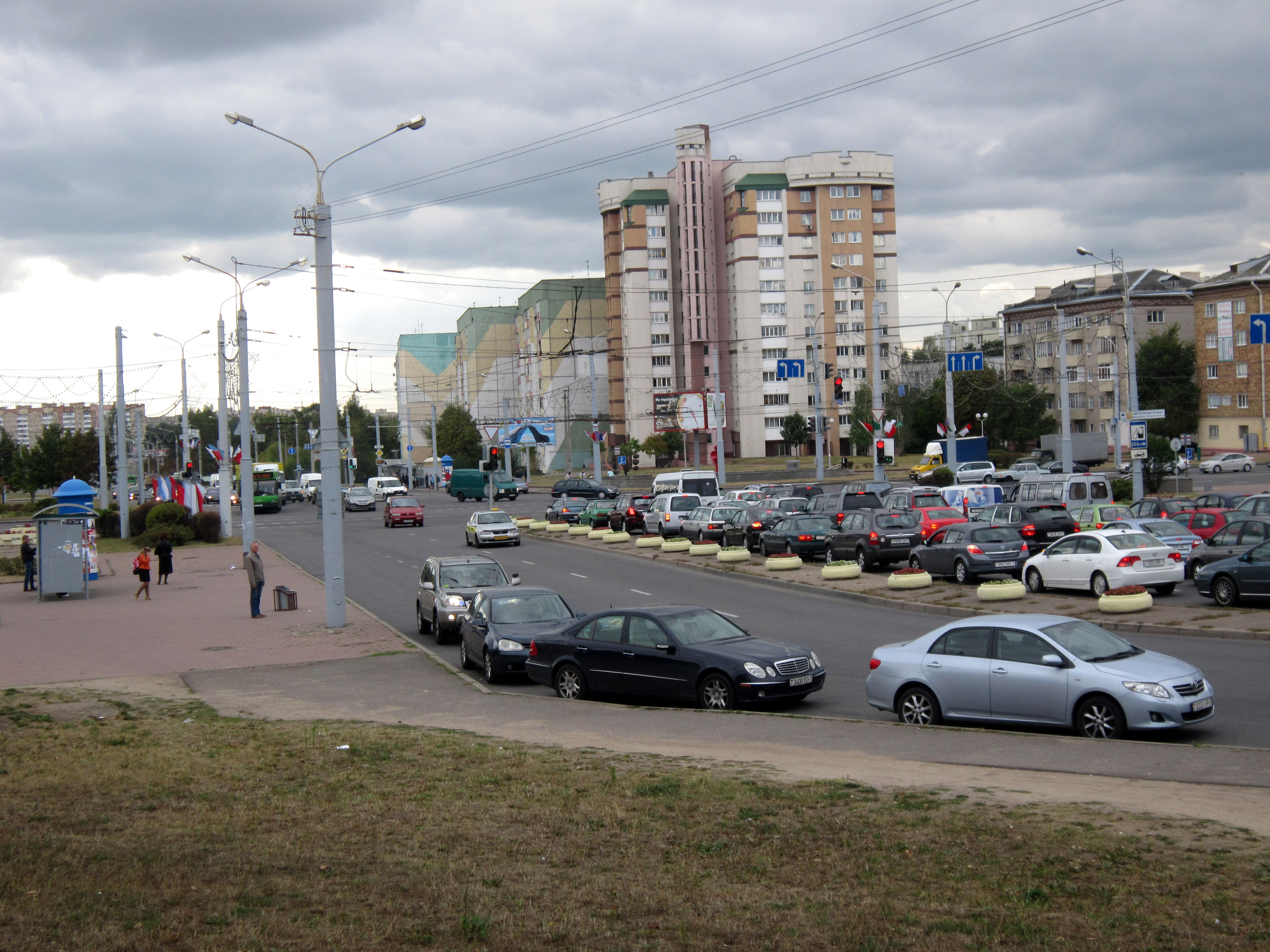
Улица Радиальная на пересечении с Партизанским проспектом.

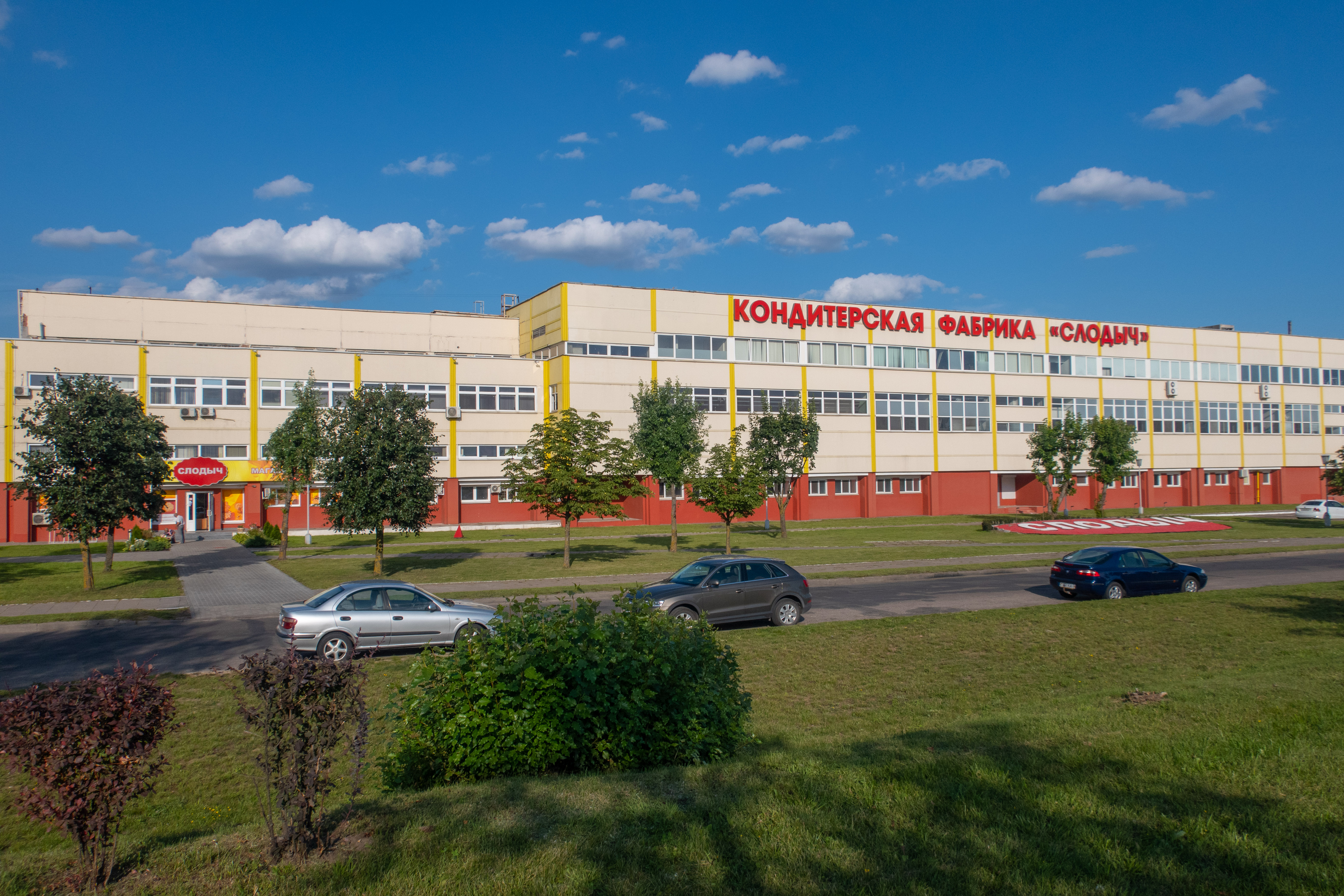
Кондитерская фабрика «Слодыч».

## Расположение
Административные районы: Заводской, Партизанский; жилые районы: Дражня, Северный посёлок.

## Описание
От Партизанского проспекта в противоположные стороны начинаются (на перекрёстке — ст. м. Автозаводская) улицы Кабушкина и Радиальная (северо восточное направление). Радиальная пересекает улицу Челюскинцев, далее к ней примыкают улицы Украинская и Волжская, пересекает проезд и улицу Котовского, Омельянюка. После длинного поворота в северо-западном направлении проходит вблизи 1-го наклонного переулка, далее к ней примыкают улицы Наклонная, 1-й и 2-й (после пересечения с улицей Переходная) Переходный переулок, 1-й Холмогорский переулок, пересекается улица Ваупшасова. Заканчивается пересечением с железной дорогой (Товарный Двор) и улицей Передовая. Далее идёт улица Запорожская.
Движение двустороннее.

## Транспорт

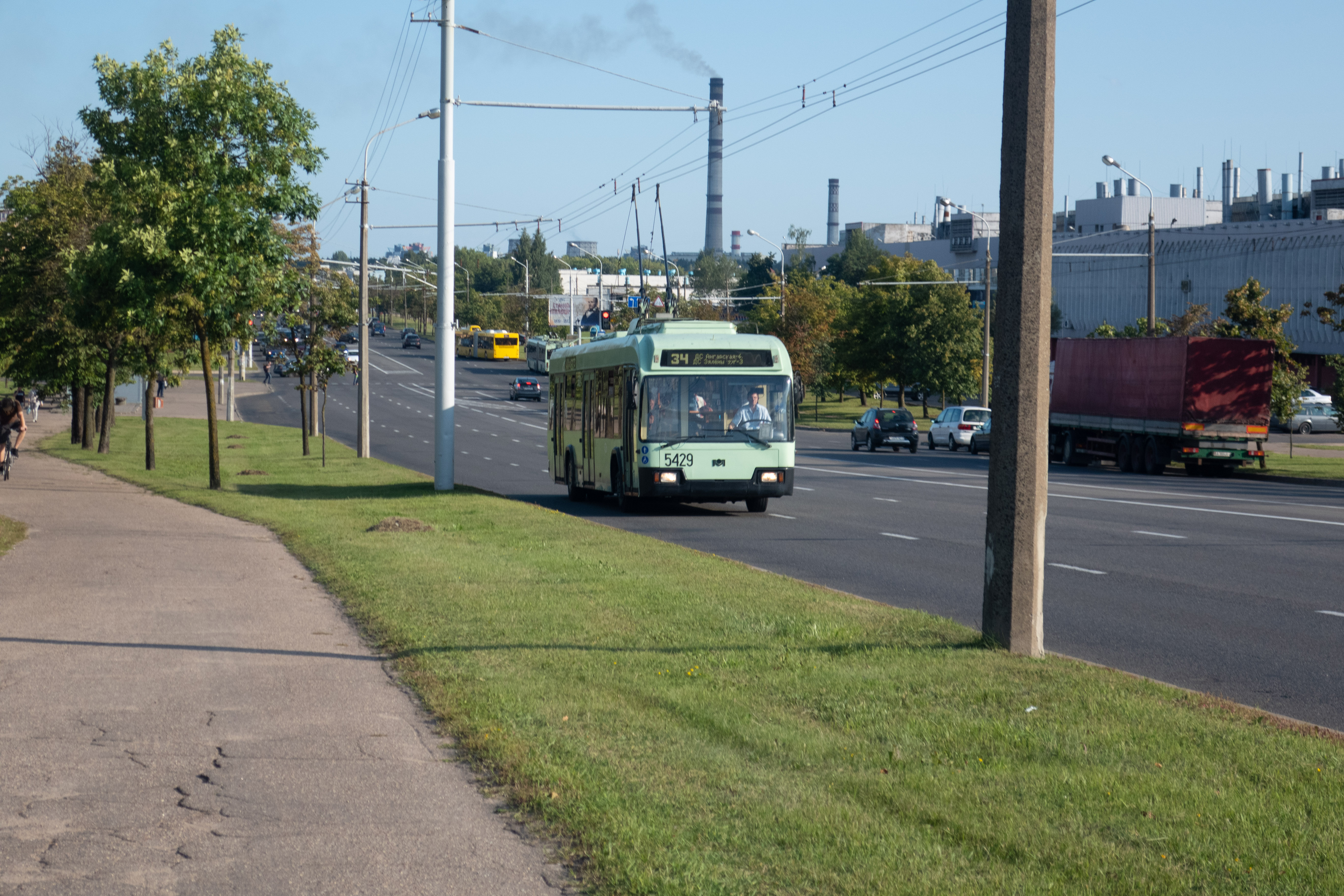
Троллейбус 34 маршрута на улице

- Троллейбус: 33, 34, 35, 41, 42, 92
- Автобус: 14, 20с, 27, 27д, 59, 70, 87с
- Маршрутное такси: 1120, 1035, 1183, 1187, 1092, 1097, 1161

## Объекты
Дома и строения: 7, 9А, 11А, 13, 13А, 14-16, 16А, 17-19, 23, 25, 27, 28, 32, 34, 34К1, 36, 36А, 37, 38, 38А, 39, 40, 40А, 40Б, 42, 42А, 50, 52, 54, 54А, 54Б, 56, 58, 58А
Дома 1-3, 9, 2-26 обслуживаются почтовым отделением 220021 (Партизанский, 107), 5-7, 11, 11а, 13-к, 36-к, кроме. д. 36а — 220070(Ванеева, 18), 28-34, 36а — 220137 (Охотская, 135)